# Tavernerio
Tavernerio là một đô thị ở tỉnh Como trong vùng Lombardia, có cự ly khoảng 35 km về phía bắc của Milano và khoảng 6 km về phía đông của Como. Tại thời điểm ngày 31 tháng 12 năm 2004, đô thị này có dân số 5.534 người và diện tích là 12,0 km².
Đô thị Tavernerio có các frazioni (các đơn vị trực thuộc, chủ yếu là các làng) Solzago, Ponzate, Rovascio, và Urago.
Tavernerio giáp các đô thị: Albese con Cassano, Como, Faggeto Lario, Lipomo, Montorfano, Torno.